# Dag Erik Kokkin
Dag Erik Kokkin (* 4. Juni 1987) ist ein ehemaliger norwegischer Biathlet. 
Dag Erik Kokkin bestritt 2007 seine ersten Rennen im Rahmen des Junioren-Europacups. Schon seinen zweiten Sprint in Geilo konnte er gewinnen. 2008 startete er bei der Junioren-Weltmeisterschaft in Ruhpolding. Dort brachte er im Einzel zwar nur einen 30. Platz, doch in allen drei anderen Rennen erreichte er einstellige Ergebnisse. Im Sprint kam er auf den siebten, in der Verfolgung auf den sechsten Platz, im Staffelrennen gewann er die Silbermedaille. Seit 2008 läuft der Norweger im Biathlon-Europacup. Dort bestritt Kokkin sein erstes Sprintrennen in Idre und kam auf Rang 50. Nur drei Rennen später erreichte er in Altenberg als Sechstplatzierter ein erstes einstelliges Resultat. In Ufa startete er bei den Biathlon-Europameisterschaften 2009. In allen vier Rennen konnte er unter die besten Zehn laufen. Im Sprint erreichte Kokkin Platz acht, in der Verfolgung wurde er Zehnter. Im Einzel musste er sich nur Wiktor Wassiljew geschlagen geben. Im Staffelwettbewerb gewann er als Startläufer mit Henrik L’Abée-Lund, Tarjei Bø und Rune Brattsveen den Titel. Sein Debüt im Weltcup gab Dag Erik Kokkin beim Saisonfinale 2009 in Chanty-Mansijsk. Im Sprint belegte er Platz 69.

## Biathlon-Weltcup-Platzierungen
Die Tabelle zeigt alle Platzierungen (je nach Austragungsjahr einschließlich Olympische Spiele und Weltmeisterschaften).
- 1.–3. Platz: Anzahl der Podiumsplatzierungen
- Top 10: Anzahl der Platzierungen unter den ersten zehn (einschließlich Podium)
- Punkteränge: Anzahl der Platzierungen innerhalb der Punkteränge (einschließlich Podium und Top 10)
- Starts: Anzahl gelaufener Rennen in der jeweiligen Disziplin

| Platzierung                      | Einzel | Sprint | Verfolgung | Massenstart | Staffel | Gesamt |
| -------------------------------- | ------ | ------ | ---------- | ----------- | ------- | ------ |
| 1. Platz                         |        |        |            |             |         |        |
| 2. Platz                         |        |        |            |             |         |        |
| 3. Platz                         |        |        |            |             |         |        |
| Top 10                           |        |        |            |             |         |        |
| Punkteränge                      |        |        |            |             |         |        |
| Starts                           |        | 1      |            |             |         | 1      |
| Stand: nach der Saison 2009/2010 |        |        |            |             |         |        |